# Xã Mayland, Quận Ward, Bắc Dakota
Xã Mayland (tiếng Anh: Mayland Township) là một xã thuộc quận Ward, tiểu bang Bắc Dakota, Hoa Kỳ. Năm 2010, dân số của xã này là 70 người.